# Valkeariipi
Valkeariipi är en sjö i Pajala kommun i Norrbotten och ingår i Torneälvens huvudavrinningsområde. Sjön har en area på 0,0353 kvadratkilometer och ligger 262 meter över havet.

## Delavrinningsområde
Valkeariipi ingår i det delavrinningsområde (755660-181324) som SMHI kallar för Ovan 755659-181592. Medelhöjden är 262 meter över havet och ytan är 13,66 kvadratkilometer. Räknas de 17 avrinningsområdena uppströms in blir den ackumulerade arean 441,53 kvadratkilometer. Merasjoki som avvattnar avrinningsområdet har biflödesordning 3, vilket innebär att vattnet flödar genom totalt 3 vattendrag innan det når havet efter 321 kilometer. Avrinningsområdet består mestadels av skog (82 procent) och sankmarker (10 procent). Avrinningsområdet har 0,53 kvadratkilometer vattenytor vilket ger det en sjöprocent på 3,9 procent.